# Jordan Filipov
Jordan Filipov (in bulgaro Йордан Филипов?; Sofia, 5 agosto 1946 – 27 luglio 1996) è stato un calciatore bulgaro, di ruolo portiere.

## Biografia
Il nipote Andrej Gălăbinov è divenuto anch'egli calciatore.

## Carriera

### Club
Iniziò la carriera nel Rozova Dolina prima di passare nel 1964 allo Spartak Plovdiv, società militante nella massima serie bulgara. Con lo Spartak ottiene il decimo posto nel campionato 1964-1965.
Nel 1965 passa al CSKA Sofia. Con il club capitolino centra alla prima occasione la vittoria in campionato, mentre perde la finale di Coppa di Bulgaria 1966 contro lo Slavia Sofia ed è eliminato agli ottavi di finale nella Coppa delle Coppe 1965-1966. Filipov rimase con il CSKA sino al 1980, vincendo otto campionati bulgari e quattro Kupa na Bălgarija. Con il suo club partecipò più volte a varie competizioni continentali europee, tra cui la Coppa dei Campioni, raggiungendo anche la semifinale nell'edizione 1966-1967, persa contro l'Inter.
Nel 1980 passa allo Sliven, con cui disputa tre stagioni nella massima serie bulgara, ottenendo come miglior piazzamento il sesto posto nella stagione 1982-1983.
Dopo una stagione al Dunav Ruse passa al Rabat Ajax, squadra maltese. Con i maltesi vince la Premier League Malti 1984-1985.

### Nazionale
Filipov esordì in nazionale il 9 novembre 1969 sostituendo al diciannovesimo minuto Simeon Simeonov nella sfida contro la Polonia, persa per 3-0. In totale giocò 28 incontri con la nazionale bulgara.

## Statistiche

### Cronologia presenze e reti in Nazionale
| Cronologia completa delle presenze e delle reti in nazionale ― Bulgaria | Cronologia completa delle presenze e delle reti in nazionale ― Bulgaria | Cronologia completa delle presenze e delle reti in nazionale ― Bulgaria | Cronologia completa delle presenze e delle reti in nazionale ― Bulgaria | Cronologia completa delle presenze e delle reti in nazionale ― Bulgaria | Cronologia completa delle presenze e delle reti in nazionale ― Bulgaria | Cronologia completa delle presenze e delle reti in nazionale ― Bulgaria | Cronologia completa delle presenze e delle reti in nazionale ― Bulgaria |
| Data                                                                    | Città                                                                   | In casa                                                                 | Risultato                                                               | Ospiti                                                                  | Competizione                                                            | Reti                                                                    | Note                                                                    |
| ----------------------------------------------------------------------- | ----------------------------------------------------------------------- | ----------------------------------------------------------------------- | ----------------------------------------------------------------------- | ----------------------------------------------------------------------- | ----------------------------------------------------------------------- | ----------------------------------------------------------------------- | ----------------------------------------------------------------------- |
| 9-11-1969                                                               | Varsavia                                                                | Polonia                                                                 | 3 – 0                                                                   | Bulgaria                                                                | Qual. Mondiali 1970                                                     | -2                                                                      | 19’                                                                     |
| 28-12-1969                                                              | Casablanca                                                              | Marocco                                                                 | 3 – 0                                                                   | Bulgaria                                                                | Amichevole                                                              | -?                                                                      | 46’                                                                     |
| 18-2-1970                                                               | León                                                                    | Messico                                                                 | 2 – 0                                                                   | Bulgaria                                                                | Amichevole                                                              | -2                                                                      |                                                                         |
| 21-2-1970                                                               | Lima                                                                    | Perù                                                                    | 1 – 3                                                                   | Bulgaria                                                                | Amichevole                                                              | -1                                                                      |                                                                         |
| 6-5-1970                                                                | Sofia                                                                   | Bulgaria                                                                | 0 – 0                                                                   | Unione Sovietica                                                        | Amichevole                                                              | -                                                                       |                                                                         |
| 15-11-1970                                                              | Sofia                                                                   | Bulgaria                                                                | 1 – 1                                                                   | Norvegia                                                                | Qual. Euro 1972                                                         | -1                                                                      |                                                                         |
| 7-9-1971                                                                | Monaco di Baviera                                                       | Germania Ovest                                                          | 3 – 1                                                                   | Bulgaria                                                                | Amichevole                                                              | -?                                                                      | 70’                                                                     |
| 27-10-1971                                                              | Bucarest                                                                | Romania                                                                 | 1 – 1                                                                   | Bulgaria                                                                | Amichevole                                                              | -?                                                                      | 46’                                                                     |
| 10-11-1971                                                              | Nantes                                                                  | Francia                                                                 | 2 – 1                                                                   | Bulgaria                                                                | Qual. Euro 1972                                                         | -2                                                                      |                                                                         |
| 24-11-1971                                                              | Sofia                                                                   | Bulgaria                                                                | 8 – 3                                                                   | Spagna                                                                  | Qual. XX Olimpiade                                                      | -3                                                                      |                                                                         |
| 4-12-1971                                                               | Sofia                                                                   | Bulgaria                                                                | 2 – 1                                                                   | Francia                                                                 | Qual. Euro 1972                                                         | -1                                                                      | 65’                                                                     |
| 11-10-1972                                                              | Sofia                                                                   | Bulgaria                                                                | 2 – 1                                                                   | Jugoslavia                                                              | Amichevole                                                              | -?                                                                      | 60’                                                                     |
| 18-10-1972                                                              | Sofia                                                                   | Bulgaria                                                                | 3 – 0                                                                   | Irlanda del Nord                                                        | Qual. Mondiali 1974                                                     | -                                                                       |                                                                         |
| 19-11-1972                                                              | Lysi                                                                    | Cipro                                                                   | 0 – 4                                                                   | Bulgaria                                                                | Qual. Mondiali 1974                                                     | -                                                                       |                                                                         |
| 18-12-1974                                                              | Il Pireo                                                                | Grecia                                                                  | 2 – 1                                                                   | Bulgaria                                                                | Qual. Euro 1976                                                         | -                                                                       |                                                                         |
| 29-12-1974                                                              | Genova                                                                  | Italia                                                                  | 0 – 0                                                                   | Bulgaria                                                                | Amichevole                                                              | -                                                                       |                                                                         |
| 26-3-1975                                                               | Berlino Est                                                             | Germania Est                                                            | 0 – 0                                                                   | Bulgaria                                                                | Amichevole                                                              | -                                                                       |                                                                         |
| 27-4-1975                                                               | Sofia                                                                   | Bulgaria                                                                | 1 – 1                                                                   | Germania Ovest                                                          | Qual. Euro 1976                                                         | -1                                                                      |                                                                         |
| 7-5-1975                                                                | Budapest                                                                | Ungheria                                                                | 2 – 0                                                                   | Bulgaria                                                                | Qual. XXI Olimpiade                                                     | -2                                                                      |                                                                         |
| 7-6-1975                                                                | Sofia                                                                   | Bulgaria                                                                | 4 – 0                                                                   | Ungheria                                                                | Qual. XXI Olimpiade                                                     | -                                                                       |                                                                         |
| 11-6-1975                                                               | Sofia                                                                   | Bulgaria                                                                | 5 – 0                                                                   | Malta                                                                   | Qual. Euro 1976                                                         | -                                                                       |                                                                         |
| 24-9-1975                                                               | Istanbul                                                                | Turchia                                                                 | 0 – 2                                                                   | Bulgaria                                                                | Qual. XXI Olimpiade                                                     | -                                                                       |                                                                         |
| 8-10-1975                                                               | Alicante                                                                | Spagna                                                                  | 2 – 1                                                                   | Bulgaria                                                                | Qual. XXI Olimpiade                                                     | -1                                                                      |                                                                         |
| 12-11-1975                                                              | Sofia                                                                   | Bulgaria                                                                | 1 – 1                                                                   | Spagna                                                                  | Qual. XXI Olimpiade                                                     | -1                                                                      |                                                                         |
| 19-11-1975                                                              | Stoccarda                                                               | Germania Ovest                                                          | 1 – 0                                                                   | Bulgaria                                                                | Qual. Euro 1976                                                         | -1                                                                      |                                                                         |
| 24-3-1976                                                               | Sofia                                                                   | Bulgaria                                                                | 0 – 3                                                                   | Unione Sovietica                                                        | Amichevole                                                              | -2                                                                      | 75’                                                                     |
| 19-5-1979                                                               | Sofia                                                                   | Bulgaria                                                                | 1 – 0                                                                   | Irlanda                                                                 | Qual. Euro 1980                                                         | -                                                                       |                                                                         |
| 6-6-1979                                                                | Sofia                                                                   | Bulgaria                                                                | 0 – 3                                                                   | Inghilterra                                                             | Qual. Euro 1980                                                         | -3                                                                      |                                                                         |
| Totale                                                                  |                                                                         | Presenze                                                                | 28                                                                      |                                                                         | Reti                                                                    | -23                                                                     |                                                                         |

## Palmarès
- Campionato bulgaro: 8

CSKA Sofia: 1965-1966, 1968-1969, 1970-1971, 1971-1972, 1972-1973, 1974-1975, 1975-1976, 1979-1980
- Coppa di Bulgaria: 4

CSKA Sofia: 1969, 1972, 1973, 1974
- Campionato maltese: 1

Rabat Ajax: 1984-1985